# アマドゥ・トゥンカラ
アマドゥ・トゥンカラ（Amadou Tounkara 、1973年5月23日 - ）は、セネガルの画家、染織家。ダカール州ダカール出身。

## 人物
1994年にシェイク・アンタ・ジョップ大学法学部へと入学、翌年にセネガル国立芸術学校へと編入し1998年に修了している。2001年にはセネガル国立美術館でコンテンポラリーアート展を開催した。
2002年より日本の東京都に在住して活動している。